# Деревновский сельсовет
Деревновский сельсовет (белор. Дзераўноўскі сельсавет) — административная единица на территории Слонимского района Гродненской области Республики Беларусь. Административный центр — агрогородок Деревная.

## История
Образован 12 октября 1940 года в составе Козловщинского района Барановичской области Белорусской ССР. С 8 января 1954 года в составе Гродненской области. 30 августа 1957 года в состав сельсовета из Пиронимского сельсовета передана деревня Пироним, из Мелеховичского сельсовета — деревня Вишево. С 20 января 1960 года в составе Слонимского района. 6 августа 1979 года к сельсовету присоединена часть упразднённого Слонимского сельсовета.

## Состав
Деревновский сельсовет включает 18 населённых пунктов:
- Бояры — деревня.
- Вишево — деревня.
- Волчуны — деревня.
- Высоцк — деревня.
- Деревная — агрогородок.
- Загритьково — деревня.
- Исаевичи — деревня.
- Ковали — деревня.
- Львовщина — деревня.
- Малышевичи — деревня.
- Нагуевичи — деревня.
- Новосёлки — деревня.
- Ошнаровичи — деревня.
- Пироним — деревня.
- Подгорная — деревня.
- Полотница — деревня.
- Саковичи — деревня.
- Хорошевичи — деревня.

## Социальная сфера
На территории сельсовета работают 15 магазинов, 2 комплексных приёмных пункта, 3 сельские библиотеки, Деревновский ЦДК и 1 сельский клуб, 3 отделения связи, Деревновская государственная общеобразовательная средняя школа-сад.

## Памятные места
На территории сельсовета находятся 3 памятника землякам-участникам Великой Отечественной войны (д. Деревная, д. Хорошевичи, д. Новоселки), памятник на месте гибели разведчика Героя Советского Союза Гнидаша К. С. (Бронский лес), захоронение на месте бывшей д. Рудня, сожженой вместе с жителями в декабре 1942 года, захоронение 3-х неизвестных солдат в д. Деревная, захоронение времен 1-й мировой войны у д. Вишево.

## Достопримечательности
На территории сельсовета находится 19 памятников археологии: городища, селища, могильники, крупнейший памятник-городище Сторожевая гора возле д. Деревная, 2 церкви (в д. Деревная — церковь Святой Живоначальной Троицы и в д. Высоцк Свято-Никольская церковь), церковище на месте бывшей Ковпенской церкви.
К памятникам природы относится озеро Пьявич, озеро Дикое, родник у д. Бояры, Ковпенский родник.